# Edo Douma
Pour les articles homonymes, voir Douma (homonymie).
 (février 2019).
Si vous disposez d'ouvrages ou d'articles de référence ou si vous connaissez des sites web de qualité traitant du thème abordé ici, merci de compléter l'article en donnant les références utiles à sa vérifiabilité et en les liant à la section « Notes et références ».
Edo Douma, né Eddy Douma le 22 octobre 1946 à Arnhem, est un acteur néerlandais.

## Filmographie

### Cinéma et téléfilms
- 1989 : Rituelen (nl) :	Le courtier
- 1989 : De wandelaar : Le médecin de police
- 1990 : De nacht van de wilde ezels (nl) : Horatio
- 1991 : Goede tijden, slechte tijden : Harry Driessen
- 1991 : Spijkerhoek (nl) : Le détective
- 1994 : Oppassen!!! (nl) : Le rechercher
- 1996 : Ik ben je moeder niet (nl) : Le docteur Ruys
- 1996 : Goudkust (nl) :	Bert Kamstra
- 1998 : Wij Alexander (nl) : Le gendarme
- 2004 : Russen (nl) :	Max
- 2006 : Juliana (nl) : Le professeur Niekerk
- 2006 : Luctor (nl) : Le directeur
- 2007 : Stadscoyotes : Lee
- 2007 : De scheepsjongens van Bontekoe (nl) : Le prédicateur
- 2010 : Duet : Le docteur Veldman
- 2011 : Seinpost Den Haag (nl) : L'homme avec le chien
- 2012 : VRijland (nl) :	Le docteur Wieman
- 2013 : De Prooi (nl) :	Le banquier ABN
- 2013 : De val van Aantjes : Le docteur Loe de Jong
- 2013 : Parre : Parre
- 2013-2014 : Het Rijk Alleen : Rijk Montanus
- 2013 : Malaika (nl) : Monsieur Post
- 2014 : Fashion Planet (nl) :	Geert Beers
- 2014 : Divorce (nl) :	Le bijoutier